# アミノフィリン
アミノフィリン（Aminophylline）とは、キサンチン誘導体のアルカロイドの1つであるテオフィリンに、1⁄2当量のエチレンジアミンを加えて、水溶性を高めた薬剤である。

## 薬理
アミノフィリンは、強心作用、利尿作用、気管支平滑筋弛緩作用などを有する。ただし、この生理作用の本体は、テオフィリンによる。テオフィリンは血液脳関門も突破するため、末梢だけでなく中枢神経系にも作用する。
ホスホジエステラーゼの阻害薬であり、細胞内でのcAMPを増加させる。また、アデノシン受容体をブロックする。これらの作用によって、気管支平滑筋を弛緩させる。さらに、中枢神経系を興奮る作用も有し、呼吸興奮作用も有する。

## 効能・効果
経口薬では、気管支喘息、喘息性（様）気管支炎、閉塞性肺疾患（肺気腫、慢性気管支炎など）における呼吸困難、肺性心、鬱血性心不全、心臓喘息（発作予防）が承認されている。
注射薬では他に、肺水腫、心臓喘息（発作治療）、チェーン・ストークス呼吸、狭心症（発作予防）、脳卒中発作急性期、早産や未熟児の原発性無呼吸 が加わる。
注射薬はアナフィラキシーの治療にも用い得る。外用薬として使用すると、局所の体脂肪を減少させるとの研究がある。心停止への応用が検討された事もあるが、有効性を示せなかった。

## 副作用
重大な副作用には、
- ショック、アナフィラキシーショック、痙攣、意識障害、急性脳症、
- 横紋筋融解症、消化管出血、赤芽球癆、肝機能障害、黄疸、頻呼吸、高血糖

が挙げられている。
なお、アミノフィリンの薬効本体であるテオフィリンは、血中濃度8〜20 (µg/mL)が治療域であり、それを超えると中毒症状が発生する。典型的には悪心・嘔吐等の消化器症状や心拍数増加（100〜120/分）に始まり、呼吸促進、不整脈、痙攣・中枢症状へと進む。

## 薬物動態
錠剤を服用してから最高血中濃度に達するまでの時間（Tmax）は平均1.43時間、血中半減期（T1/2）は9.61時間前後である。

## 製剤学
アミノフィリンの注射剤は、テオフィリンに結合性溶解補助剤として、エチレンジアミンを添加して可溶化した製剤である。エチレンジアミンは、テオフィリンと複合体を形成して、溶解度の高い状態になる。なお、テオフィリンの場合は、エチレンジアミン以外に、酢酸ナトリウムも結合性溶解補助剤として使用できる。